# Boston-Marathon 1909
| 13. Boston-Marathon    | 13. Boston-Marathon        |
| ---------------------- | -------------------------- |
| Stadt                  | Boston, Vereinigte Staaten |
| Datum                  | 19. April 1909             |
| Distanz                | 37 – 38,5 Kilometer        |
| Sieger                 |                            |
| Männer                 | Henri Renaud (2:53:37 h)   |
| ← Boston-Marathon 1908 | Boston-Marathon 1910 →     |
| Website                | Offizielle Website         |

Der Boston-Marathon 1909 war die 13. Ausgabe der jährlich stattfindenden Laufveranstaltung in Boston, Vereinigte Staaten. Der Marathon fand am 19. April 1909 statt. Die Laufdistanz betrug zwischen 37 und 38,5 Kilometer. Es nahmen 182 Läufer teil.
Es gewann der Frankokanadier Henri Renaud in 2:53:37 h.

## Ergebnis
| Platz | Athlet               | Land               | Zeit (h) |
| ----- | -------------------- | ------------------ | -------- |
| 01    | Henri Renaud         | Kanada             | 2:53:37  |
| 02    | Harry Jensen         | Vereinigte Staaten | 2:57:13  |
| 03    | Partick J. Grant     | Vereinigte Staaten | 2:57:17  |
| 04    | James F. Crowley     | Vereinigte Staaten | 2:59:42  |
| 05    | Samuel A. Mellor Jr. | Vereinigte Staaten | 3:00:53  |
| 06    | Joseph P. McHugh     | Vereinigte Staaten | 3:01:52  |
| 07    | Edward G. Ryder      | Vereinigte Staaten | 3:02:48  |
| 08    | Carl Schlobohm       | Vereinigte Staaten | 3:06:10  |
| 09    | Edward McTiernan     | Vereinigte Staaten | 3:08:08  |
| 10    | Robert Fowler        | Vereinigte Staaten | 3:09:31  |